# 阿氏前川殿内
阿氏 前川殿内（琉球語：／  ?)是世居琉球王国都城首里的士族。南山王国第3代国王汪应祖的次子阿衡基（和名：南风原按司守忠）是该家族的始祖。

## 起源
第一代阿氏前川殿内阿衡基是琉球南山国国王汪应祖的次子。阿衡基幼年时，汪应祖的长兄达勃期觊觎王位，发动叛乱，杀死了阿衡基的父母。随即各地按司起兵勤王，诛灭了达勃期，立汪应祖长子、阿衡基之兄他鲁每为王，因此阿衡基由其兄抚养长大。不久，他鲁每拒忠谏、耽宴游、不务政事，为尚巴志所灭。南山王国国都岛尻大里城城破之时，阿衡基设法逃出，此后藏匿在具志头间切花城村的安里大亲家里，因而免于一死。他的儿子花城亲方守知首里城出仕任赤头职，随后负责了尚真王的养育。
守知的长女思户金按司加那志嫁给了谢氏知名亲云上成良，这个女儿（称号：华后）后来成为了尚真王的侧室，并诞下了尚清王。此代以降历代家主历任总地头职、胁地头职；第11世家主守卿转任玉城间切前川村的胁地头，自此家名改为“前川”。

## 谱系
一世・南风原按司守忠
二世・花城亲方守知
三世・阿波根亲云上守庸
四世・阿波根亲方守良
五世・阿波根亲方守纯
六世・中城亲方守贤
七世・中城亲方守真（守贤次子）
八世・伊舍堂亲方守净（守贤第五子。因其兄皆无嗣子而继承家统）
九世・真谢亲方守佑
十世・真谢里之子亲云上（因为身患疾病，并未实际继承家统）
十世・浦添亲云上守明（因其父患疾，自祖父守佑处继承家统）
十一世・前川亲方守卿
十二世・前川亲云上守英
十三世・前川亲云上守勇
十四世・前川亲方守纪
十五世・前川亲云上守房
十六世・前川子守本